# Вулиця Михайла Брайчевського (Черкаси)
Вулиця Михайла Брайчевського — одна з вулиць у місті Черкаси. Знаходиться у мікрорайоні Дахнівка.

## Розташування
Вулиця простягається від вулиці Ярослава Мудрого до вулиці Дахнівська Січ.

## Опис
Вулиця неширока та неасфальтована, забудована приватними будинками.

## Історія
До 1983 року вулиця називалась на честь російського письменника Антона Чехова, а після приєднання села Дахнівка до міста Черкаси була перейменована на честь російського поета Миколи Некрасова.